# 塀内夏子
塀內 夏子（1960年6月30日—），日本漫畫家，神奈川縣川崎市宮前區出身。代表作是《銅牆鐵壁》與《足球之夢》系列。

## 作品
- 足球之夢系列

1. 足球之夢、原名
2. 足球之夢2飛翔篇、全10冊、原名
3. 足球之夢Ⅲ、全8冊、原名

- 熱淚排球、全3冊。原名
- 排球之花、全1冊。原名
- 銅牆鐵壁、全29冊。原名
- 當男生遇見女生、全2冊、原名
- 霸王之劍、全4冊、原名
- 登峰雙雄、全10冊、原名
- ROAD 路跑先鋒系列

1. ROAD 路跑先鋒、全3冊、原名
2. 路跑先鋒II、全2冊

- 史上最賤划船賽、全3冊、原名
- 網球高手、全12冊
- 雲上之龍 - 塀内夏子的漫畫入門、全1冊
- 沒有明日的天空、全3冊、原名《明日のない空（日语：明日のない空）》

以下疑似未有中文版
- 原名、全1冊
- 原名、全5冊
- 原名、全2冊
- 原名、全1冊
- 原名、7冊待續

短篇
- 原名
- 原名
- 原名
- 原名

## 外部連結
- （日語）http://www.ponytail.co.jp/ （页面存档备份，存于）（作者的公式網站）
- （日語）BOOK倶楽部 塀内夏子作品リスト[永久] - 講談社